# Donji Stajevac
Donji Stajevac (em cirílico: Доњи Стајевац) é uma vila da Sérvia localizada no município de Trgovište, pertencente ao distrito de Pčinja, na região de Pčinja. A sua população era de 398 habitantes segundo o censo de 2011.

## Demografia
| 1948 | 1953 | 1961 | 1971 | 1981 | 1991 | 2002 | 2011 |
| ---- | ---- | ---- | ---- | ---- | ---- | ---- | ---- |
| 1046 | 1044 | 1063 | 1001 | 683  | 560  | 461  | 398  |